# Glacier de Fiesch
Le glacier de Fiesch (en allemand : Fieschergletscher) se trouve dans le canton du Valais en Suisse. Il est situé au nord de Fiesch dans une vallée parallèle à celle du glacier d'Aletsch. Avec une longueur de 16 kilomètres, il se place au second rang alpin par sa longueur mais sa largeur n'excède pas 1 000 mètres dans sa partie supérieure et 500 à 700 mètres dans la partie inférieure. Avec les glaciers plus petits qui le rejoignent, le glacier de Fiesch couvre une superficie de 33 km2.

## Géographie

### Caractéristiques physiques
Le glacier a pour point de départ les névés accrochés sur la face sud-est du Gross Fiescherhorn (4 049 m) et au sud de l'Agassizhorn (3 946 m). Sur les deux premiers kilomètres, la différence d'altitude est de l'ordre de 700 mètres. Plus au sud, d'autres névés partent du Grünhorn (4 044 m) et du Fieschergabelhorn (3 876 m) puis se dirigent vers l'est et le nord-est pour aboutir dans le bassin d'accumulation à environ 3 000 mètres d'altitude. Le Grünhornlücke (3 828 m) est un col recouvert de glace qui relie les névés du glacier de Fiesch avec le Grüneggfirn qui aboutit sur la Konkordiaplatz du glacier d'Aletsch.
Au nord, le glacier est limité par la paroi sud du Finsteraarhorn (4 274 m) qui est le plus haut sommet des Alpes bernoises. Dans sa partie médiane à environ 2 800 mètres, le glacier de Fiesch reçoit le glacier de Galmi qui vient depuis le nord-est et qui est lui-même surplombé par le glacier de Studer. Ces deux glaciers mesurent au total 5 kilomètres de long et ont presque la même largeur que celui de Fiesch. Après la jonction avec le glacier de Galmi, le glacier de Fiesch bifurque brusquement vers le sud, bloqué dans son avancée vers l'est par le Wasenhorn (3 447 m). Il s'avance dans un vallon étroit et profond. En été, lorsque la couche neigeuse a fondu, le glacier se pare d'une couleur grise en raison des nombreux débris rocheux et moraines qui parsèment sa surface.
La langue glaciaire aboutit à environ 1 700 mètres d'altitude. Ses eaux produisent le Weisswasser, un torrent qui rejoint le Rhône en plaine après avoir parcouru le Fieschertal.

### Évolution
Depuis le petit âge glaciaire, le glacier de Fiesch a reculé d'environ 1 kilomètre et a perdu un important volume en glace. À l'époque, sa langue se séparait avec une couche de glace qui franchissait le verrou rocheux au lieu-dit du Titter. Durant les années 1950, cette deuxième langue a complètement fondu. On peut d'ailleurs constater sur le graphique d'évolution (voir ci-dessous) que ce recul s'est accentué dès le début des années 1960.

Évolution du glacier en mètres. En vert, les différences de longueur cumulées. En rouge, les variations de longueur annuelles.